# Jeanine Daems
Jeanine Daems (Meijel, 21 april 1980) is een Nederlandse wiskundige, columnist, auteur, lerarenopleider en universitair docent.

## Biografie
Na haar vwo-opleiding aan het Bouwens van der Boije College in Panningen (Limburg) studeerde Jeanine Daems aan de Universiteit Leiden wiskunde (1998-2003) en filosofie van wiskunde (1999-2004). In beide richtingen studeerde ze cum laude af. Tijdens haar studie was ze ab-actis (secretaris) van de culturele studentenvereniging A.S.V. Prometheus. Tussen 2004-2009 deed Daems bij het Mathematisch Instituut in Leiden onderzoek naar de geschiedenis van wiskundige kristallografie in de negentiende eeuw. Van 2007 tot 2009 was ze assistent bij de hoogleraar Hendrik Lenstra (Leiden). Van 2010-2011 behaalde ze een Master of Science in onderwijsbevoegdheid wiskunde voor het voortgezet onderwijs. Van januari 2010-juni 2013 was ze docent wiskunde aan het Rijnlands Lyceum in Sassenheim, van september 2010- juni 2011 was ze verbonden aan het Leiden University College in Den Haag, waar ze de eerstejaars cursus Exploring Mathematics hielp ontwikkelen en vervolgens ook onderwees. Sinds 2011 is ze verbonden aan de Hogeschool Utrecht als lerarenopleider wiskunde en wiskundedidactiek. Sinds 2014 is ze tevens verbonden aan de Universiteit Utrecht, waar ze het college Geschiedenis van de wiskunde in het landelijke mastermath programma voor toekomstige wiskundeleraren verzorgt.
Daems laat in haar werk en publicaties het streven zien om wiskunde van haar elitaire imago te bevrijden, zonder afbreuk te doen aan wiskundige kwaliteit. Ze draagt door haar activiteiten veel bij aan de ontmythologisering van ‘wiskunde als iets waarvoor je speciale begaafdheid moet hebben’.
Van 2006-2010 schreef ze samen met Ionica Smeets als de Wiskundemeisjes een populaire blog over wiskunde. Van 2009-2014 schreven ze om beurten een column in de Volkskrant over aan wiskunde gerelateerde onderwerpen, ze verzorgden met Joost Prinsen de Nationale Rekentoets (2007), presenteerden onderwerpen in wiskunde voor school tv programma’s en organiseerden wiskundeshows op dancefestivals.
Jeanine Daems legt zich naast haar lesgeven, toe op schrijven. Ze publiceerde in 2011, met Ionica Smeets, Ik was altijd heel slecht in wiskunde, in 2012 beloond met een Zilveren Tulp. In 2015 verscheen de Duitse versie, getiteld Mit den Mathemädels durch die Welt. Met Desiree van den Bogaart publiceerde ze een vertaling van Math through the ages van William P. Berlinghoff en Fernando Q. Gouvêa, onder de titel Wortels van de wiskunde. De derde, herziene, druk verscheen in 2018. Voor Pythagoras, wiskundetijdschrift voor jongeren, schrijft ze sinds 2007 artikelen. In het vakblad voor wiskundedocenten, Euclides, verzorgde ze met Desiree van den Bogaart tussen 2016 en 2020 een aantal artikelen over het gebruiken van geschiedenis van wiskunde in de wiskundelessen.
In Nieuw Archief voor Wiskunde publiceerde ze over het vermoeden van Catalan (2004), een artikel gebaseerd op haar Master thesis uit 2002 (A Cyclotomic Proof of Catalan’s Conjecture). In 2008 verscheen in hetzelfde tijdschrift een interview van Daems met de wiskundigen N.G. de Bruijn en Hendrik Lenstra, over het werk van Escher (Escher for the mathematician). Tussen 2007-2009 publiceerde ze in Nieuw Archief voor Wiskunde met Ionica Smeets een serie artikelen De favoriet van... , waarin een wiskundige vertelt wie zijn/haar favoriete nog in leven zijnde wiskundige is.
Daems was tot eind 2022 redactielid van Pythagoras en is redactielid van de Zebra-reeks van Epsilon-Uitgaven, bestemd voor het voortgezet onderwijs. Ze is lid van de Programma Commissie van de Nationale Wiskunde Dagen (NWD) en is lid van de Werkgroep Geschiedenis van de Nederlandse Vereniging van Wiskundeleraren. Met die laatste werkgroep organiseert ze jaarlijks een symposium.
- Gemeinsame Normdatei: 111582175X
- International Standard Name Identifier: 0000 0003 6897 9668
- Nederlandse Thesaurus van Auteursnamen: 338024182
- Virtual International Authority File: 280735578
- WorldCat: E39PBJmTthm7ykmmbRq8H3xdQq